# Gotthard Sachsenberg
Gotthard Sachsenberg (ur. 6 grudnia 1891 w Roßlau a. d. Elbe, zm. 23 sierpnia 1961 w Bremie) – as lotnictwa niemieckiego z 31 zwycięstwami w I wojnie światowej.

## Życiorys
Urodzony w Saksonii skończył gimnazjum w Eisenach. W 1913 roku wstąpił do marynarki i jako kadet służył m.in. na SMS Pommern. W sierpniu 1915 roku został odznaczony Krzyżem Żelaznym I klasy za precyzję w wyznaczaniu celów artyleryjskich. 18 września 1915 roku został promowany na stopień podporucznika.
Na jego wniosek Sachsenberga przeniesiono w grudniu 1915 roku do lotnictwa. W pierwszym okresie służby został przydzielony do Marine Feldfliger Abteilung jako instruktor obserwator. Na początku 1916 roku został skierowany na kurs pilotażu w Jastaschule w Mannheim. Po powrocie ze szkoły powrócił do Marine FA2 jako pilot Fokker E.III.
1 lutego 1917 roku został nominowany dowódcą nowo utworzonej jednostki – morskiej eskadry myśliwskiej Marine Feldjagdstaffel Nr. I.
Kiedy 2 września 1918 roku został utworzony Marine Jagdgeschwader dowództwo nad nim powierzono dowódcy eskadry morskiej MFJ I porucznikowi Gotthardowi Sachsenberg. Do jednostki dołączono także pozostał 2 eskadry morskie oraz utworzone dwie nowe. W dniu 5 sierpnia 1918 roku został odznaczony orderem Pour le Mérite.

### Po I wojnie światowej
Po zakończeniu wojny Gotthard Sachsenberg pozostał w lotnictwie. W styczniu 1919 roku sformował Kampfgeschwader Sachsenberg składający się z około 700 żołnierzy. Dywizjon stacjonował w Rydze i był wsparciem dla wojsk koalicji antybolszewickiej walczącej  na terenie Litwy, Łotwy, Estonii, Prus Wschodnich i Finlandii.
Po powrocie do Niemiec przeszedł do cywila. Współpracował z profesorem Hugonem Junkersem. Od połowy lat dwudziestych zainteresował się polityką. W 1928 roku został wybrany do Reichstagu, gdzie reprezentował Partię Niemieckiego Stanu Średniego.
W 1930 roku razem z Hansem von Schertlem rozpoczęli prace nad wodolotami. Hitlerowskie Ministerstwo Transportu było bardzo zainteresowane ich pracami. Do końca II wojny światowej udało się wyprodukować kilka prototypów, między innymi pierwszy wodolot wojskowy Hydrofoil VS-6, które wszystkie uległy zniszczeniu w wyniku działań wojennych.
Po II wojnie światowej Sachsenberg i Schertel utworzyli w Szwajcarii nową firmę zajmującą się produkcją wodolotów. Otworzyli także w 195 roku pierwszą komercyjną linię wodolotową pomiędzy Asconą w Szwajcarii, a Arona we Włoszech.
Zmarł na atak serca 23 sierpnia 1961 roku w Bremie.

## Odznaczenia
- Pour le Mérite – 5 sierpnia 1918
- Królewski Order Rodu Hohenzollernów
- Krzyż Żelazny I Klasy
- Krzyż Żelazny II Klasy